# Route côtière (Inde)
 (octobre 2021).
Pour les articles homonymes, voir Route côtière.
La Route côtière est une route en construction en Inde, à Bombay. Une fois achevée, elle sera constituée d'une succession de terre-pleins, de ponts et d'échangeurs longeant le littoral occidental de l'île de Salsette de Kandivali au nord à Marine Lines au sud. Elle vise à soulager le réseau routier congestionné de l'agglomération de Bombay.
Le pont maritime Bandra-Worli, achevé en 2009 et initialement prévu pour intégrer le projet abandonné de l'autoroute de l'Ouest, en constitue le premier segment et son prolongement vers le sud est prévu pour fin 2023 ; la seconde phase vers le nord devrait ouvrir pour 2027 avec la livraison du pont maritime Versova-Bandra.

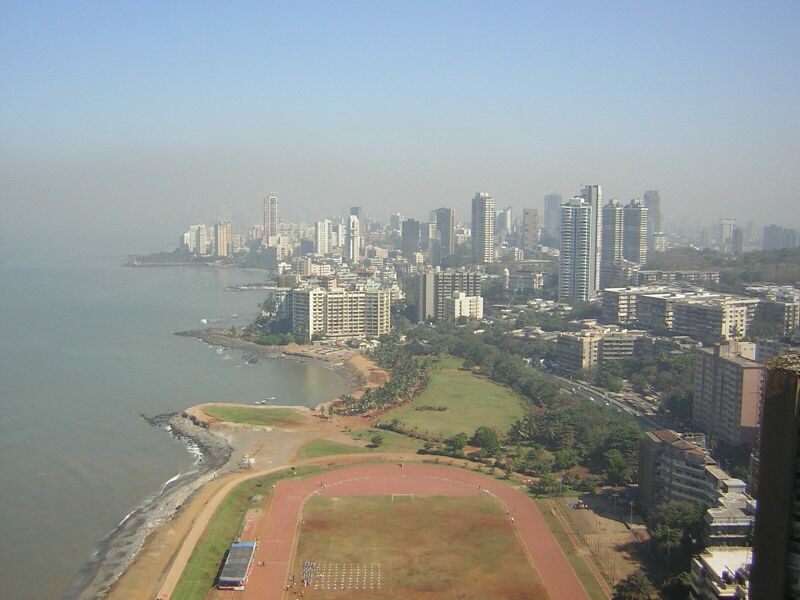
Vue en 2005 du littoral occidental de Bombay au niveau du quartier de Simla Nagar qui devrait accueillir la Route côtière.